# Miloš Čudić
Miloš Čudić (Kirin Serbia: Милош Чудић; sinh 21 tháng 8 năm 1996) là một tiền vệ bóng đá Serbia thi đấu cho FK Borac Banja Luka ở Giải bóng đá ngoại hạng Bosnia và Herzegovina.

## Sự nghiệp câu lạc bộ
Anh từng thi đấu với đội chính FK Rad từ mùa giải 2014–15. Sau một giai đoạn từ 2015 đến 2016 với câu lạc bộ vệ tinh Žarkovo, Čudić quyết định rời câu lạc bộ đầu năm 2017. Anh gia nhập Zemun một thời gian ngắn sau đó.

## Sự nghiệp quốc tế
Cho dù sinh ra ở Banja Luka, Republika Srpska, Bosnia và Herzegovina, anh lại thi đấu cho U-19 Serbia team.
Anh từng là một phần của U-18 Republika Srpska vào tháng 9 năm 2013.